# Noisseville
Noisseville là một xã trong vùng Grand Est, thuộc tỉnh Moselle, quận Metz-Campagne, tổng Vigy. Tọa độ địa lý của xã là 49° 08' vĩ độ bắc, 06° 16' kinh độ đông. Noisseville nằm trên độ cao trung bình là 225 mét trên mực nước biển, có điểm thấp nhất là 183 mét và điểm cao nhất là 254 mét. Xã có diện tích 2,6 km², dân số vào thời điểm 1999 là 933 người; mật độ dân số là 358 người/km².

## Thông tin nhân khẩu
| 1962 | 1968 | 1975 | 1982 | 1990  | 1999 |
| ---- | ---- | ---- | ---- | ----- | ---- |
| 195  | 232  | 525  | 956  | 1 010 | 933  |